# Fons kyrka
Fons kyrka (norska: Fon kirke) är en kyrkobyggnad i byn Fon i Tønsbergs kommun i Vestfold fylke i sydöstra Norge. Den är en medeltida stenkyrka, troligen från 1100-talet, helgad åt Sankt Mikael. Till kyrkans inventarier hör en altartavla och en predikstol från 1600-talet. Kyrkan har 130 sittplatser.